# Euregio-Schüler-Literaturpreis
Der Euregio-Schüler-Literaturpreis (niederländisch: Euregio literatuurprijs voor scholieren / französisch: Prix littéraire des lycéens de l’Euregio) ist ein internationaler Literaturpreis der deutsch-niederländisch-belgischen Grenzregion Euregio Maas-Rhein, der seit 2002 jährlich verliehen wird.

## Über den Preis
Unter Beteiligung von 200 bis 400 Schülern aus mehr als zwanzig weiterführenden Schulen in Belgien, den Niederlanden und Deutschland werden aus sechs von dem Verein EuregioKultur e. V. nominierten Büchern die Preisträger ermittelt.
Ausgewählt werden jeweils zwei Bücher, die in den Sprachen Deutsch, Niederländisch und Französisch geschrieben wurden. Zumeist handelt es sich um Romane, aber auch Erzählungen und Novellen werden nominiert. Von allen sechs Büchern gibt es Übersetzungen in die beiden anderen Projektsprachen, so dass alle Schüler die Werke in ihrer Muttersprache lesen können. Im Vorfeld der Wahl der Preisträger finden über mehrere Wochen Informationsveranstaltungen, Lesungen der nominierten Autoren, Workshops, Diskussionsrunden und Jurytreffen statt.
Die Preisverleihung findet abwechselnd in Aachen (2002 bis 2007, 2010, 2013, 2016, 2019), Eupen (Belgien, 2008, 2014, 2017), Liège (Belgien, 2012, 2018), Vaals (Niederlande, 2011) und Maastricht (Niederlande, 2009, 2015) statt. Das Preisgeld beträgt 5.000 Euro und wird von der Bürgerstiftung für die Region Aachen und dem Verein EuregioKultur gestiftet, der auch die Organisation übernimmt.
Schirmherrin dieses Länder- und Sprachgrenzen übergreifenden Projektes ist im Jahr 2019 Isabel Pfeiffer-Poensgen, Ministerin für Kultur und Wissenschaft des Landes Nordrhein-Westfalen.
Zusätzlich zum Euregio-Schüler-Literaturpreis für einen Autor gibt es Preise für die beiden Übersetzer eines Titels. Das Preisgeld für die prämierten Übersetzungen beträgt je 1.000 €.
Der Preis ist Teil eines größeren Netzwerks mit gleichem Ziel, das sich „Die Euregio liest“ nennt und zahlreiche Veranstaltungen bietet, angesiedelt neben Schulen auch in Buchhandlungen oder öffentlichen Büchereien.

## Teilnahme der Schulen
Alle weiterführenden Schulen aus der Grenzregion Euregio Maas-Rhein können sich an dem Projekt des Euregio-Schüler-Literaturpreises beteiligen. Je Schule sollten mindestens fünf Schüler zwischen 15 und 20 Jahren teilnehmen. Im Herbst werden Lehrer aus der Region zu einer ersten Informationsveranstaltung eingeladen. Die sechs nominierten Bücher werden den Schulen in den jeweiligen Sprachen zur Verfügung gestellt. Die Schüler haben bis zum Frühjahr die Aufgabe, alle sechs nominierten Bücher zu lesen und zu bewerten. Darüber hinaus haben sie die Möglichkeit, an Autorenlesungen und Diskussionsrunden zu den Büchern teilnehmen. Im Frühjahr kommt die 200- bis 400-köpfige Schülerjury zusammen, um über die favorisierten Bücher zu sprechen und über die Gewinner abzustimmen. Höhepunkt des Euregio-Schüler-Literaturpreises ist die Preisverleihung in einem feierlichen Ambiente.

## Preisträger
- 2002: Hans Maarten van den Brink für Over het water, Verlag Meulenhoff 1998
- 2003: Maarten ’t Hart für Het woeden der gehele wereld, Verlag De Arbeiderspers 1993
- 2004: Martin Page für Comment je suis devenu stupide, Verlag Le Dilettante 2001
- 2005: Ludovic Roubaudi für Les Baltringues, Verlag Le Dilettante 2003
- 2006: Claudia Schreiber für Emmas Glück, Verlag Goldmann 2005
- 2007: Philippe Claudel für La petite fille de Monsieur Linh, Verlag Stock 2005
- 2008: Michael Wallner für April in Paris, Verlag Luchterhand 2006
- 2009: Blandine Le Callet für Versprich mir, dass wir glücklich werden, Verlag List 2008 (frz. Orig. Une pièce montée, Verlag Stock 2006)
- 2010: Laurent Gaudé für Eldorado, Verlag Actes Sud 2006 (dt. Verlag dtv 2008)
- 2011: Stefan Brijs für De Engelenmaker, Verlag Atlas 2005
- 2012: Kristof Magnusson für Das war ich nicht, Verlag Kunstmann 2010
- 2013: Hélène Grémillon für Das geheime Prinzip der Liebe, Verlag Hoffmann & Campe 2012 (frz. Orig. Le confident, Verlag Plon 2010)
- 2014: Herman Koch für Sommerhaus mit Swimmingpool, Verlag KiWi 2013 (niederl. Orig. Zomerhuis met zwembad, Verlag Anthos 2011)
- 2015: Milena Michiko Flašar für Ich nannte ihn Krawatte, Verlag Wagenbach 2012
- 2016: Joachim Meyerhoff für Wann wird es endlich wieder so, wie es nie war
- 2017: Larry Tremblay für Der Name meines Bruders, Verlag C.H. Beck 2015 (frz. Orig. L’Orangeraie, Verlag La Table ronde, 2015)
- 2018: Benedict Wells für Vom Ende der Einsamkeit, Verlag Diogenes 2016
- 2019: Hugo Horiot für Der König bin ich, Verlag Hanser 2015 (frz. Orig.: L’Empereur, c’est moi. Une enfance en autisme, erschienen bei L’Iconoclaste 2013)
- 2020: Mariana Leky für Was man von hier aus sehen kann, Verlag Dumont 2017
- 2021: Philippe Besson für Hör auf zu lügen, Verlag C. Bertelsmann 2018 (frz. Orig.: Arrête avec tes mensonges, Verlag Editions Julliard 2017)
- 2022: Takis Würger für Stella, Verlag Hanser 2019
- 2023: Lale Gül für Ich werde Leben, Suhrkamp 2022
- 2024: Ewald Arenz für Alte Sorten, Dumont 2019[1]
- 2025: Jaap Robben für Kontur eines Lebens, Dumont 2023 (niederl. Orig. Schemerleven, De Geus, 2022)